# Kasteel van Elverdinge

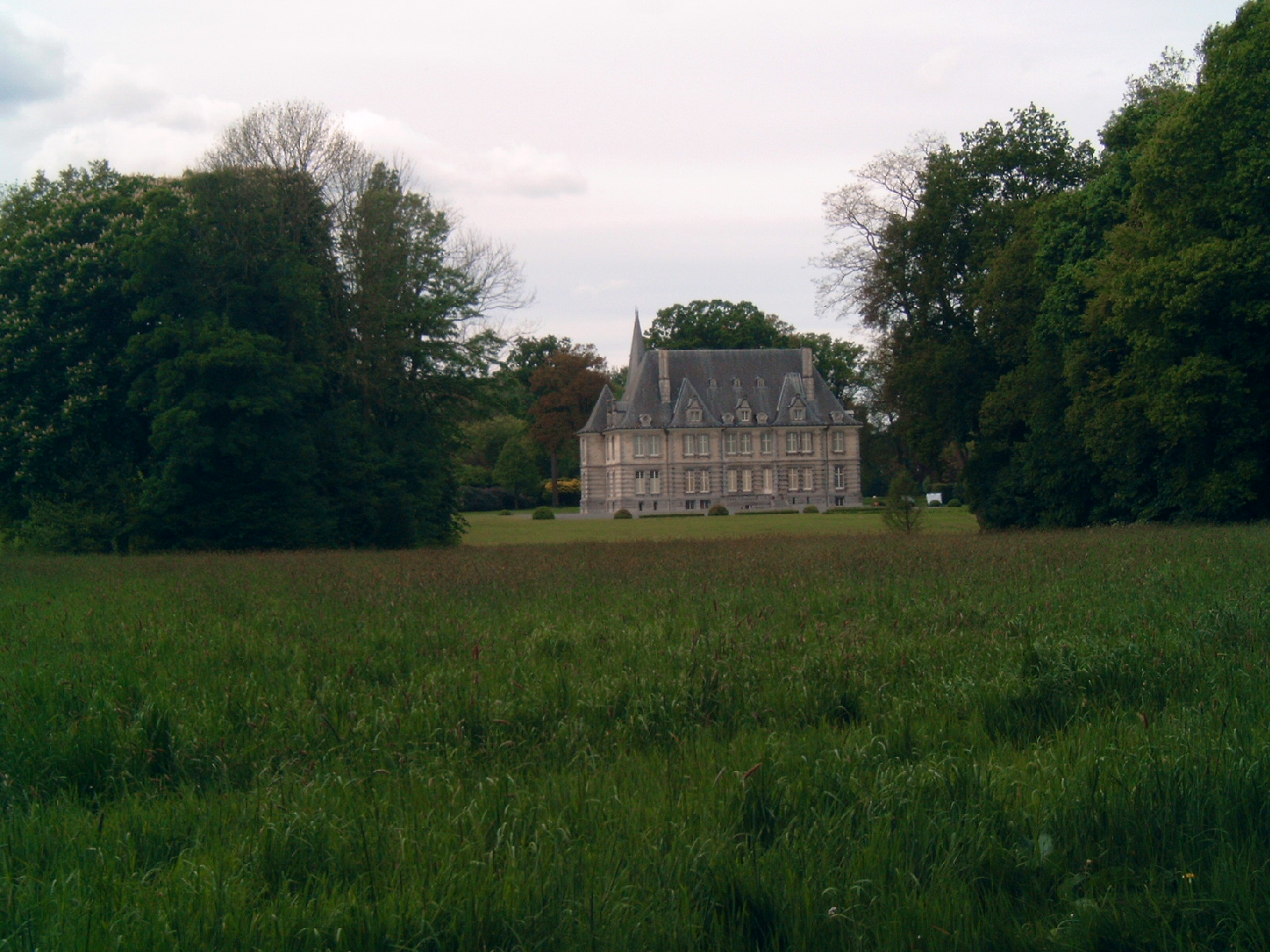

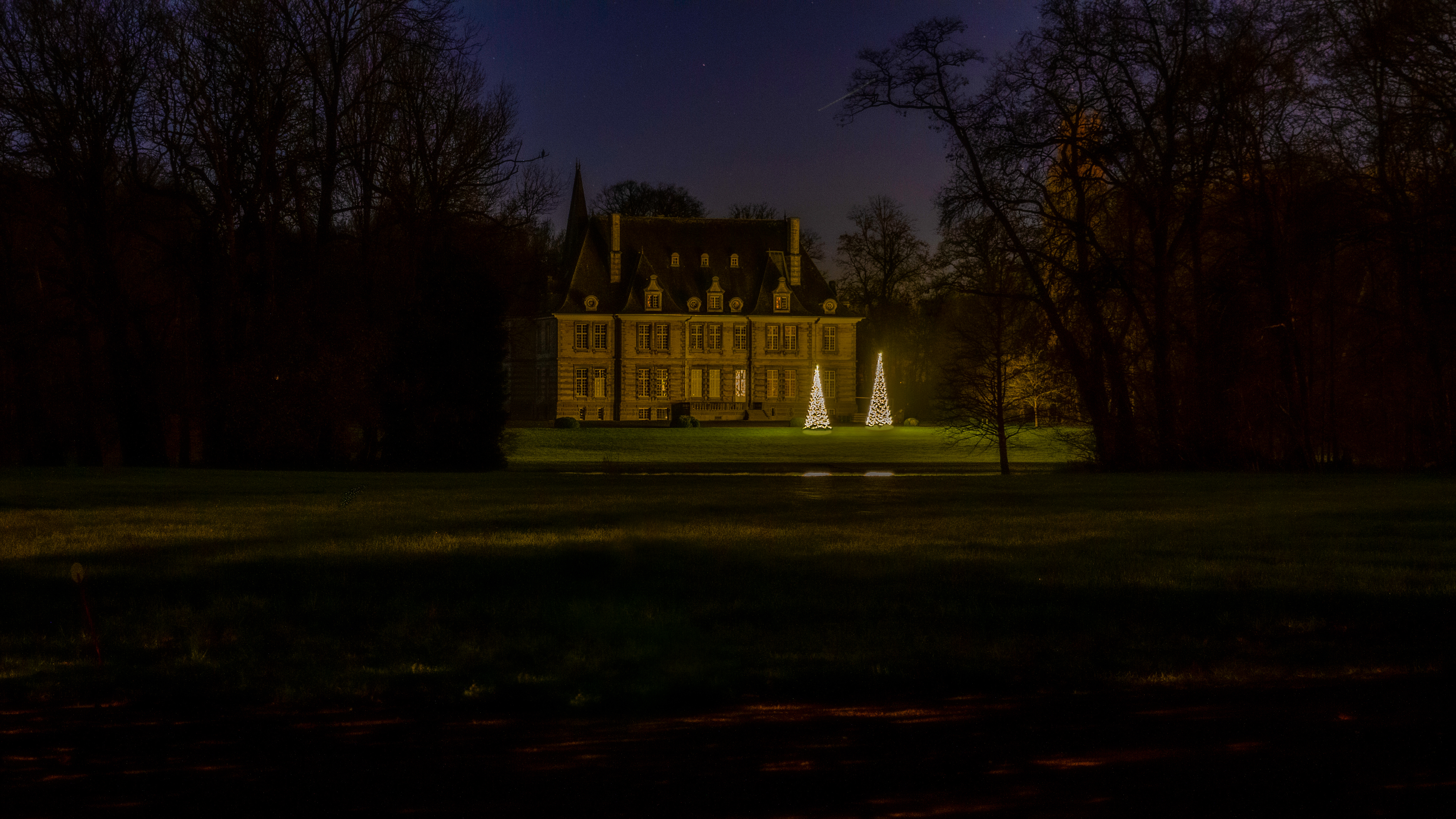

Het kasteel van Elverdinge is gelegen aan de Vlamertingsestraat in Elverdinge. Het kasteel werd gebouwd in rococo-stijl.

## Geschiedenis
Het eerste kasteel in Elverdinge werd gebouwd rond de 12de eeuw. Het behoorde oorspronkelijk toe aan de bastaards van de graven van Vlaanderen. Adrianus Vander Borcht kreeg de heerlijkheid in 1629. Hij liet een kasteel in Vlaamse renaissancestijl bouwen. Het werd omringd door water. Dit kasteel stond op de plaats waar nu het oude klooster staat.

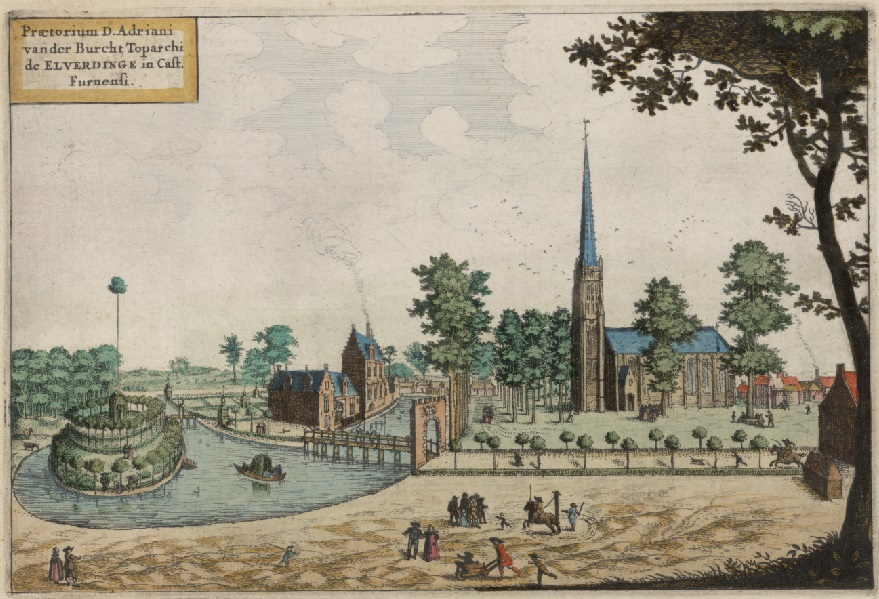
Kasteel van Elverdinge in de eerste helft van de 17e eeuw (afbeelding uit Flandria Illustrata - 1641)

Na de familie Vander Borcht kwam de heerlijkheid in handen van verschillende families. In chronologische volgorde de families: de Bever, de Lichtervelde, de Steenhuyse, de Bethune Hesdigneul, d’Ennetières d'Hust en de Laubespin.
Markies Victor d’Ennetières d'Hust (1826-1908) vestigde zich te Elverdinge in 1870. Hij vergrootte zijn domein door gronden aan te kopen. Dankzij hem werd Elverdinge een aanzienlijke gemeente. Hij maakte van het park een van de mooiste waranden. In 1870 liet hij een nieuw kasteel in Franse renaissancestijl en een familiegrafkelder bouwen. Hij liet op zijn kosten al de straten (14 km) in macadam leggen. Door zijn mildheid werd hij de "vader van de armen" genoemd. Zijn enige dochter huwde in 1872 de Fransman Alfred Mouchet Battefort de Laubespin.
Tijdens de Eerste Wereldoorlog brandde het kasteel uit, maar in 1925 begon de heropbouw van beide kastelen (naar het ontwerp van Jules Coomans). Het "nieuwe" kasteel was herbouwd vanaf de bestaande muren. De enige opmerkelijke verandering is de afwezigheid van een torelleke en een gesimplificeerd dak. Het "oude " kasteel was herbouwd in lokale gele bakstenen met een Franse Mansardedak, in de Lodewijk XV-stijl.
Tijdens de Tweede Wereldoorlog namen Duitse stafofficieren hun intrek in het kasteel, zodat het na 1945 nog eens opgeknapt moest worden.
Het kasteel was tot 2021 eigendom van de nakomelingen van de familie de Laubespin: Graaf Eric du Cauzé de Nazelle en zijn echtgenote Isabelle de Rochechouart de Mortemart. In 2021 kocht de West-Vlaamse agro-industrieel Jan Clarebout, die aan het hoofd staat van het aardappelbedrijf Clarebout Potatoes, het kasteel van Elverdinge en de daarbij horende landerijen over.

## Informatie
Het bomenrijke park is sinds 1957 een vrij vogelreservaat en staat onder toezicht van de Belgische natuur en vogelreservaten. Het kasteel is niet te bezoeken, maar het is vanop een afstand te zien.